# 다문천왕

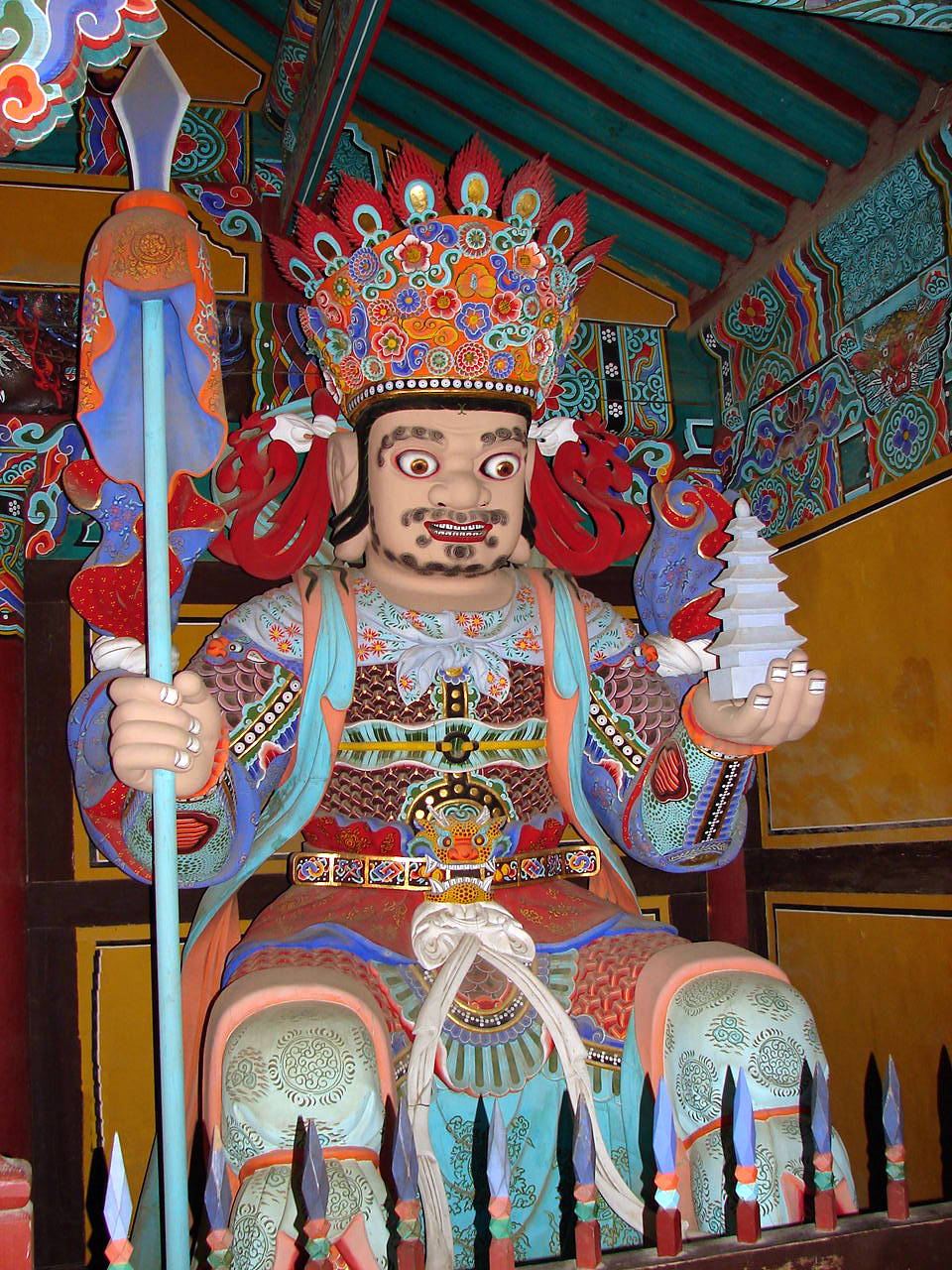
범어사 일주문과 불이문 사이에 있는 천왕문의 다문천왕 상

다문천왕(多聞天王) 또는 비사문천(毘沙門天, 산스크리트어: वैश्रवण 바이스라바나)은 불교의 사천왕 중 수미산의 북방을 수호하는 천왕이다. 수미산의 제4층인 북방의 수정타(水精埵)에서 야차(夜叉)와 나찰(羅刹)들을 거느린다.

## 어원
본래 고대 인도의 서사시인 《마하바라타》에서 북방을 수호하는 신인 쿠베라(Kuvera)에서 기초했다. 산스크리트어로 ‘바이’는 ‘두루’, ‘스라바나’는 ‘듣는 다’인데, 이 둘을 합쳐서 ‘두루 많이 듣는다’- ’부처의 설법을 빠짐없이 집중해서 듣는다’고 해서 다문천왕이라는 이름이 붙여졌다. 법화경에서도 비사문은 북방의 천왕이다. 다문천왕은 항상 부처님의 도량을 지키고, 설법을 듣기 때문에 다문이라 한다.
고대 인도의 아타르바 베다에서는 지국천왕이 암흑계에 머무는 악령의 우두머리로서 재물과 복덕을 주관하는 존재다. 다문천은 권속으로 야차나 나찰을 부린다. 야차는 행동이 민첩하고 가벼우며 음악과 환락, 음식, 오락, 바람을 주관하며 숲속이나 묘지, 골짜기에 살고, 나찰은 두려운 존재 라는 뜻으로 혈육을 먹고 탐내는 존재다. 이후 불교에 들어오면서 부처님 설법을 가장 많이 듣고 불법을 전하는 존재가 되었다. 사천왕 중 나머지 천왕을 이끄는 우두머리로 유일하게 독립된 신앙인 비사문천 신앙을 형성한다.

## 모양
한국에서는 흔히 한손에는 비파를 들고 다른 한손에는 보탑(寶塔)을 들고 있는 모습으로 묘사되거나 한손에는 당을 들고 다른 손에 불탑을 들거나 금강저를 갖고 있다.
불탑은 신성한 보물을 보관하고 있는 집으로 이를 관리하는 일을 한다.
당(幢)은 장대위에 깃발을 달아 내려뜨린 것으로 원래 왕자가 전쟁을 할 때 위용을 나타내기 위한 군기로 쓰였으나, 불교에 들어와 불, 보살의 장엄으로 이용하게 되었다. 탑은 손바닥 위에 다소곳이 올려놓는 경우가 대부분이다. 봉은사, 칠장사 북방 다문천왕은 왼손에 보탑을 들지 않고 손을 허리에 갖다 대고 천의자락을 잡고 있다. 라마교의 영향을 받아 보탑대신 몽구스를 쥐고 있는 다문천왕상은 승주 송광사, 화엄사, 수타사, 용문사, 흥국사에 있다.

몽구스 입에서 보석을 뱉어내는 모습도 있는데, 몽구스는 탐욕과 증오의 상징인 뱀의 적을 나타내고, 보석을 뱉어내는 형태는 관대함을 표현한 것이다.

## 일본
비샤몬텐(毘沙門天), 또는 비사몬(毘沙門)이라 부른다.
도발 비사문천왕이라고 부르는 독특한 도상이 헤이안 초기에 들어와 9세기부터 유행했다.
다른 사천왕 과는 모습이 달라 악을 물리치는 전쟁의 신으로 창을 들고 갑옷을 입고 있다.
불법을 지키고 복을 가져다 주는 신으로 모셔지며, 칠복신 중의 한 사람으로 받아들여 졌다.

다문천왕 여러 가지 모습
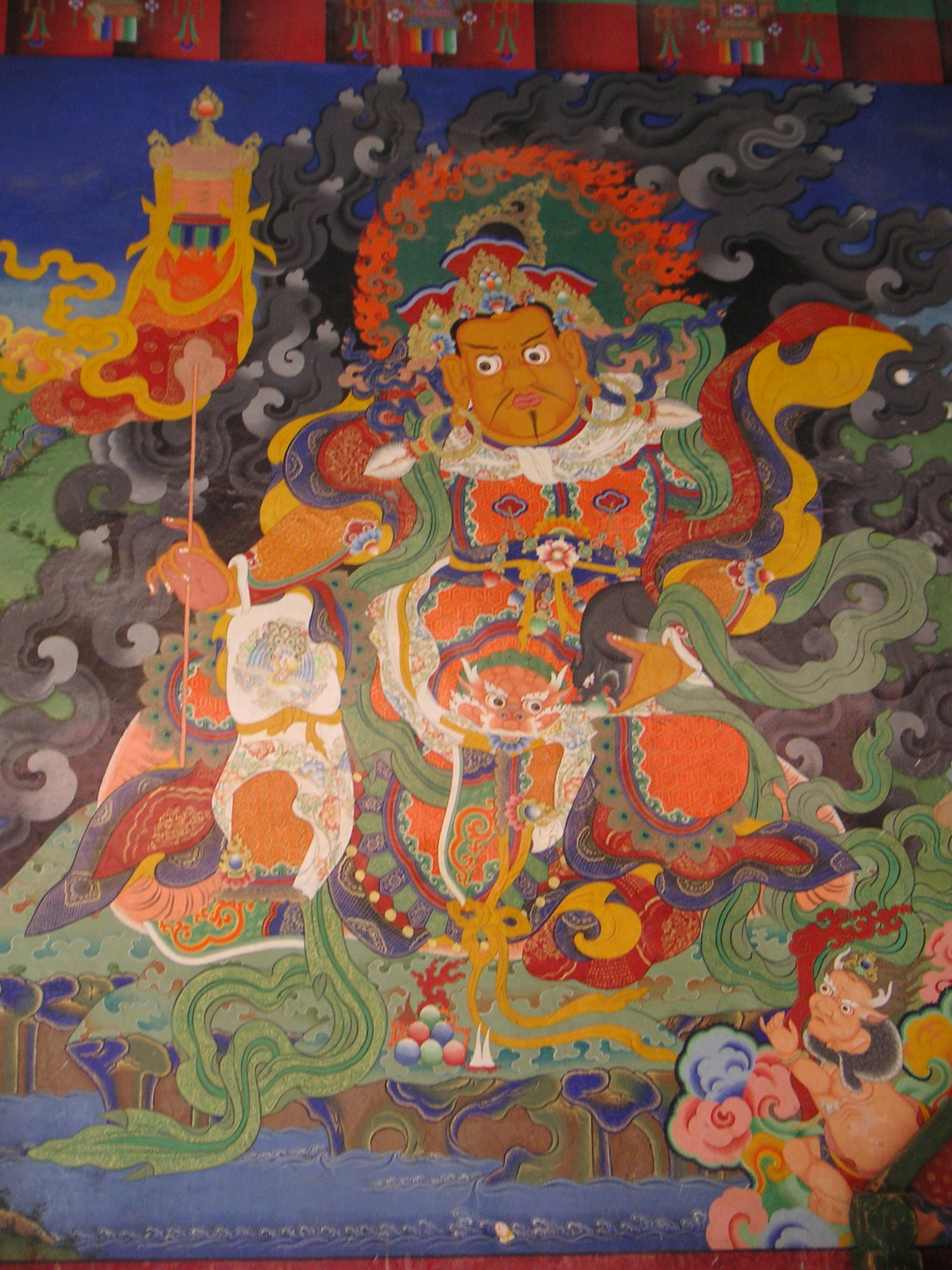
라다크에 있는 벽화
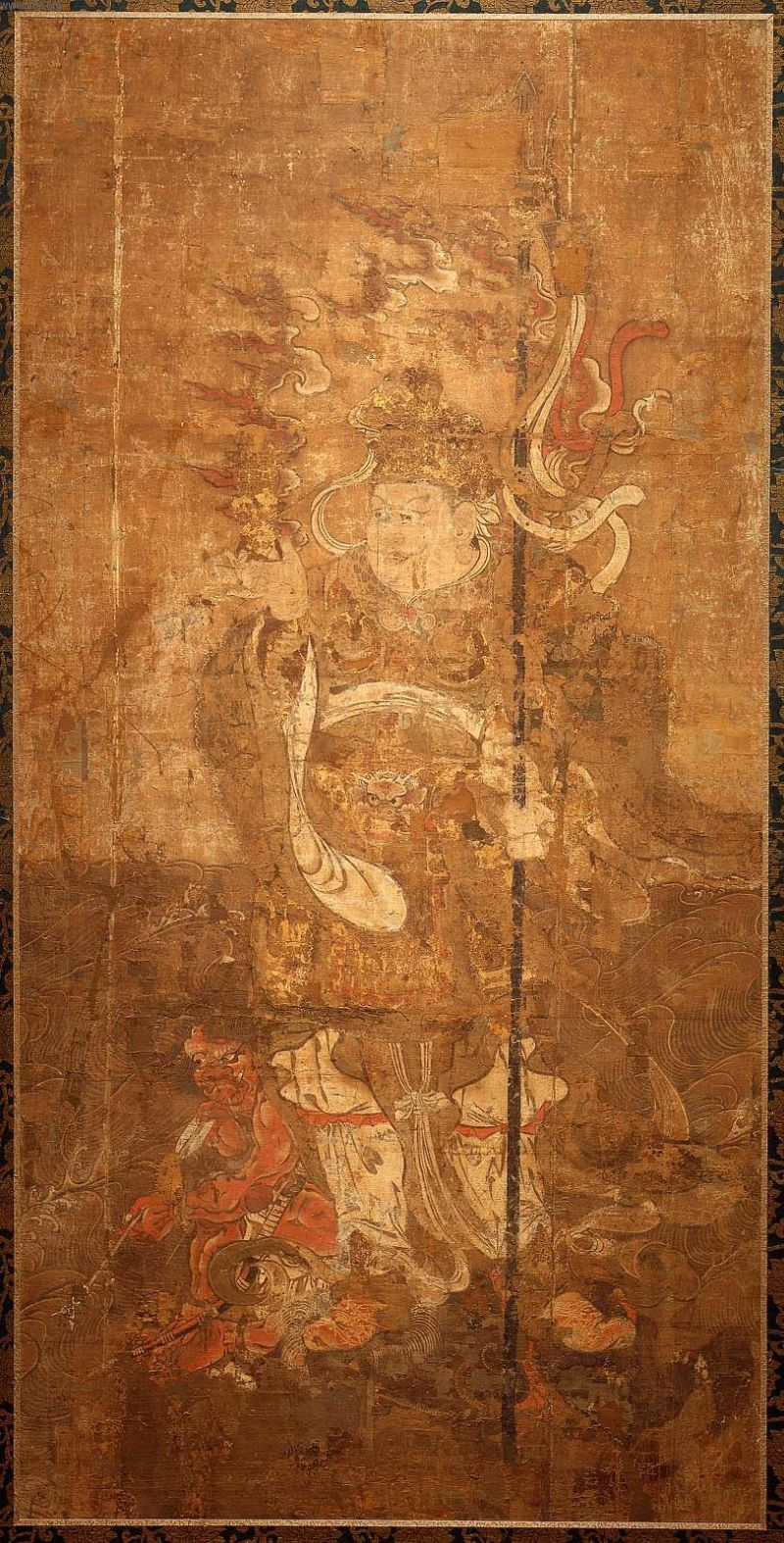
일본 다문천왕 그림
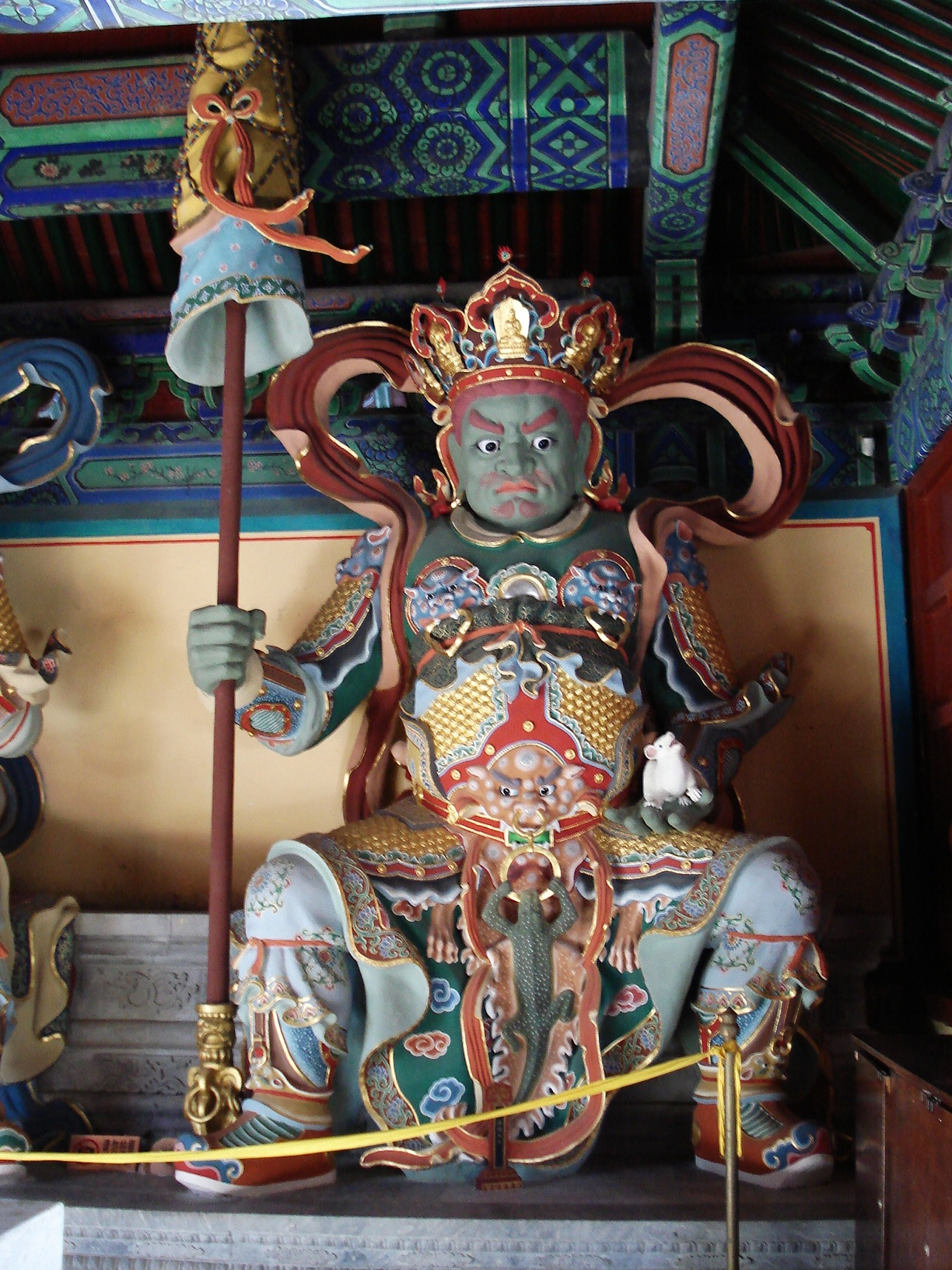
북경 와불사
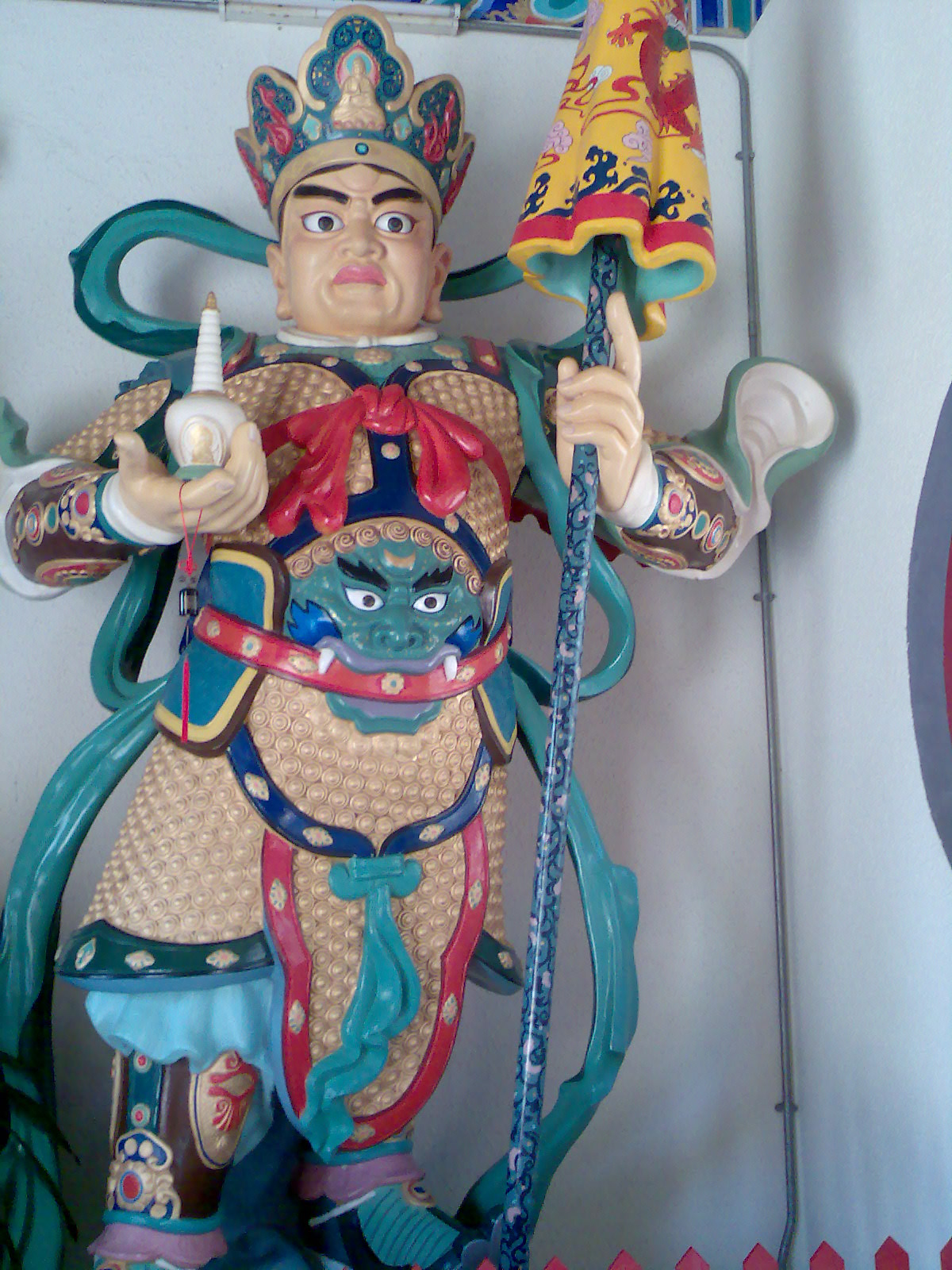
홍콩서방사
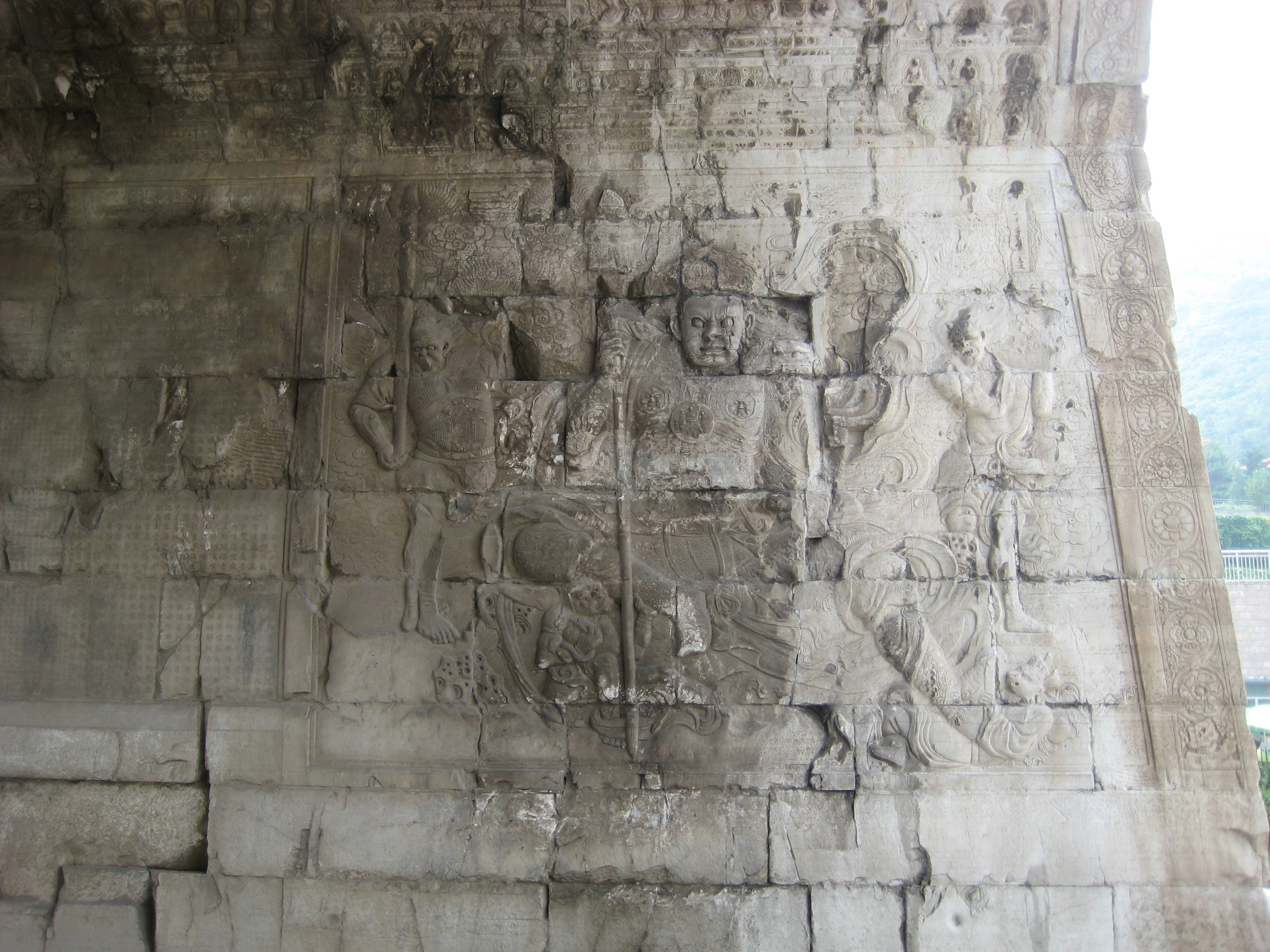
쥐융관 서쪽 벽 부조

## 같이 보기
- 우에스기 겐신